# Finały NBA 1993

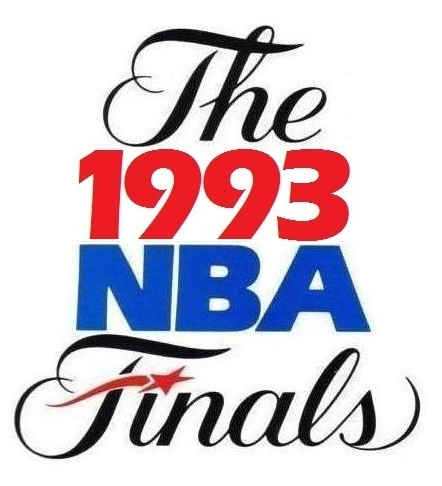
Logo finałów NBA 1993

Finały NBA w 1993  rozegrano w dniach 9-20 czerwca 1993 roku. Spotkali się w nich mistrzowie Konferencji Wschodniej - Chicago Bulls oraz  Konferencji Zachodniej - Phoenix Suns.
W drodze do finału Bulls pokonali kolejno: Atlanta Hawks 3-0, Cleveland Cavaliers 4-0 i w finale Konferencji New York Knicks 4-2. Natomiast Suns zwyciężyli: Los Angeles Lakers 3-2, San Antonio Spurs 4-2 i w finale konferencji Seattle SuperSonics 4-3.
Mecze rozgrywano w formule 2-3-2. Przewagę własnej hali miała drużyna Suns.
Tytuł mistrza NBA, po raz trzeci z rzędu, zdobyła drużyna Chicago Bulls, zwyciężając Phoenix Suns 4-2.
Tytuł MVP Finałów, po raz pierwszy w historii ligi trzeci raz z rzędu, zdobył Michael Jordan, zdobywając przeciętnie w meczu 41,0 pkt., 6,3 ast. i 8,5 zb.
Finał ten przeszedł do historii jako jeden z najwspanialszych w dziejach NBA. Starcie dwóch indywidualności będących u szczytu kariery - Michaela Jordana i Charlesa Barkleya (poza boiskiem bliskich przyjaciół) - przyniosło efekt w postaci efektownych pojedynków i nadzwyczaj wysokiego poziomu gry.
Dwaj uczestnicy tych finałów: Oliver Miller i Richard Dumas (obaj w barwach Phoenix Suns) grali później w polskiej lidze, w MKS Pruszków.

## Składy drużyn
| Chicago Bulls | Phoenix Suns |
| - 5 - John Paxson - 6 - Trent Tucker - 10 - B.J. Armstrong - 20 - Darrell Walker - 21 - Stacey King - 22 - Rodney McCray - 23 - Michael Jordan (MVP) - 24 - Bill Cartwright - 32 - Will Perdue - 33 - Scottie Pippen - 42 - Scott Williams - 45 - Ed Nealy - 54 - Horace Grant | - 0 - Jerrod Mustaf - 3 - Frank Johnson - 7 - Kevin Johnson - 8 - Tim Kempton - 9 - Dan Majerle - 21 - Richard Dumas - 22 - Danny Ainge - 23 - Cedric Ceballos - 24 - Tom Chambers - 25 - Oliver Miller - 32 - Negele Knight - 34 - Charles Barkley - 41 - Mark West |
| Trener: Phil Jackson | Trener: Paul Westphal |

## Mecz 1.

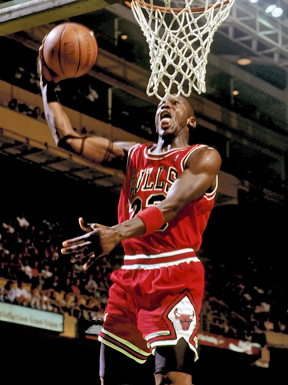
Michael Jordan MVP finału 1993

9 czerwca 1993 r. w America West Arena w Phoenix.
Bulls dominowali przez prawie cała pierwszą połowę meczu. Znakomita gra Granta i Pippena przyniosła prowadzenie 44-24. Pod koniec pierwszej części ożywił się Barkley, dzięki czemu przewaga Byków stopniała do 11 punktów. Trzecia kwarta to dalsze odrabianie strat przez Suns, co doprowadziło do wyniku 73-69 na koniec kwarty. Czwarta kwarta to jednak popis Jordana, który zdobył wtedy 14 punktów i kontrolował wynik do końca.

### Wynik
| Drużyna | 1 kw. | 2 kw. | 3 kw. | 4 kw. | Wynik |
| ------- | ----- | ----- | ----- | ----- | ----- |
| Chicago | 34    | 18    | 21    | 27    | 100   |
| Phoenix | 20    | 21    | 28    | 23    | 92    |

### Statystyki
| Drużyna | min.         | pkt.         | zb.           | as.                                  | prz.       | blk.         |
| ------- | ------------ | ------------ | ------------- | ------------------------------------ | ---------- | ------------ |
| Chicago | Grant - 44   | Jordan - 31  | Williams - 10 | Jordan, Grant, Pippen, Armstrong - 5 | Jordan - 5 | Williams - 3 |
| Phoenix | Barkley - 46 | Barkley - 21 | Dumas - 12    | Barkley - 5                          | Dumas - 2  | Majerle - 4  |

## Mecz 2.
11 czerwca 1993 r. w America West Arena w Phoenix.
Charles Barkley w drugim meczu chciał odpokutować dość słabą grę w poprzednim spotkaniu. Pierwsza kwarta była jego popisem, dzięki czemu Słońca prowadziły 29-28. Ale druga kwarta to z kolei skuteczna gra Jordana i Granta, co wobec wyjątkowej nieskuteczności Suns doprowadziło do 14-punktowej przewagi tuż przed przerwą. 3 kwarta to pojedynek strzelecki obu gwiazd i prawie  wyrównanie wyniku. Na początku ostatniej odsłony Słońca wyszły nawet na prowadzenie, ale zmęczony Barkley nie był w stanie dać z siebie więcej, Byki szybko przejęły inicjatywę i nie oddały prowadzenia do końca meczu. Barkley i Jordan zdobyli po 42 punkty, ale sir Charles okupił to kontuzją łokcia. Scottie Pippen zaliczył tu triple-double.

### Wynik
| Drużyna | 1 kw. | 2 kw. | 3 kw. | 4 kw. | Wynik |
| ------- | ----- | ----- | ----- | ----- | ----- |
| Chicago | 28    | 31    | 28    | 24    | 111   |
| Phoenix | 29    | 24    | 31    | 24    | 108   |

### Statystyki
| Drużyna | min.                   | pkt.         | zb.                 | as.            | prz.                      | blk.        |
| ------- | ---------------------- | ------------ | ------------------- | -------------- | ------------------------- | ----------- |
| Chicago | Pippen, Armstrong - 42 | Jordan - 42  | Jordan, Pippen - 12 | Pippen - 12    | Pippen, Jordan, Grant - 2 | 0           |
| Phoenix | Barkley - 46           | Barkley - 42 | Barkley - 13        | K. Johnson - 6 | K. Johnson - 3            | Majerle - 5 |

## Mecz 3.

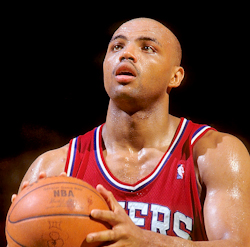
Charles Barkley, MVP sezonu zasadniczego 1992–93

13 czerwca 1993 r. w Chicago Stadium w Chicago.
Ten mecz przeszedł do historii finałów NBA, jako jeden z najbardziej zaciętych. Po raz pierwszy od 1976 r. (wtedy również Phoenix Suns grali z Boston Celtics, a w meczu w barwach Suns grał obecny trener - Paul Westphal) do rozstrzygnięcia potrzebne były aż trzy dogrywki, a Kevin Johnson pobił rekord finałów, przebywając na boisku 62 minuty. 
Podczas meczu dobrze zagrali dotychczas zawodzący gracze pierwszej piątki Suns, zwłaszcza Kevin Johnson i Dan Majerle. Zawiódł za to nieco Michael Jordan, który w ostatniej kwarcie trafił zaledwie 1 rzut na 10 oddanych. Bez wątpienia było to główną przyczyną, że Byki nie odniosły trzeciego kolejnego zwycięstwa. Skuteczni byli za to gracze Suns, którzy wykorzystali nieco słabszą dyspozycję zawodników z Chicago i odnieśli swe pierwsze zwycięstwo w finałach.

### Wynik
| Drużyna | 1 kw. | 2 kw. | 3 kw. | 4 kw. | 1 dogr. | 2 dogr. | 3 dogr. | Wynik |
| ------- | ----- | ----- | ----- | ----- | ------- | ------- | ------- | ----- |
| Phoenix | 29    | 29    | 28    | 17    | 4       | 7       | 15      | 129   |
| Chicago | 29    | 28    | 28    | 18    | 4       | 7       | 7       | 121   |

### Statystyki
| Drużyna | min.                | pkt.         | zb.          | as.            | prz.                        | blk.             |
| ------- | ------------------- | ------------ | ------------ | -------------- | --------------------------- | ---------------- |
| Phoenix | K. Johnson - 62     | Majerle - 28 | Barkley - 19 | K. Johnson - 9 | Richard Dumas - 3           | West, Miller - 2 |
| Chicago | B.J. Armstrong - 58 | Jordan - 44  | Grant - 17   | Pippen - 9     | Jordan, Grant, Williams - 2 | Pippen - 3       |

## Mecz 4.
16 czerwca 1993 r. w Chicago Stadium w Chicago.
Tego dnia z kolei Michael Jordan czuł potrzebę odkupienia słabszej gry w poprzednim spotkaniu. Lider Bulls rzucał z niesamowitą skutecznością - w pierwszej połowie 70%, zdobywając 33 punkty. W drugiej połowie nieco zwolnił, ale dołożył następne 22 punkty i jako czwarty gracz w historii finałów NBA przekroczył 50 punktów w meczu. W drużynie przeciwnej wyróżnili się Dan Majerle, który trafił 6 z 8 rzutów za 3 oraz Charles Barkley, który zaliczył triple-double.

### Wynik
| Drużyna | 1 kw. | 2 kw. | 3 kw. | 4 kw. | Wynik |
| ------- | ----- | ----- | ----- | ----- | ----- |
| Phoenix | 27    | 31    | 23    | 24    | 105   |
| Chicago | 31    | 30    | 25    | 25    | 111   |

### Statystyki
| Drużyna | min.                  | pkt.         | zb.          | as.          | prz.                 | blk.                       |
| ------- | --------------------- | ------------ | ------------ | ------------ | -------------------- | -------------------------- |
| Phoenix | Majerle, Barkley - 46 | Barkley - 32 | Barkley - 12 | Barkley - 10 | Barkley - 3          | Barkley, West, Majerle - 1 |
| Chicago | Jordan - 46           | Jordan - 55  | Grant - 16   | Pippen - 10  | Grant, Armstrong - 3 | Grant - 3                  |

## Mecz 5.
18 czerwca 1993 r. w Chicago Stadium w Chicago.

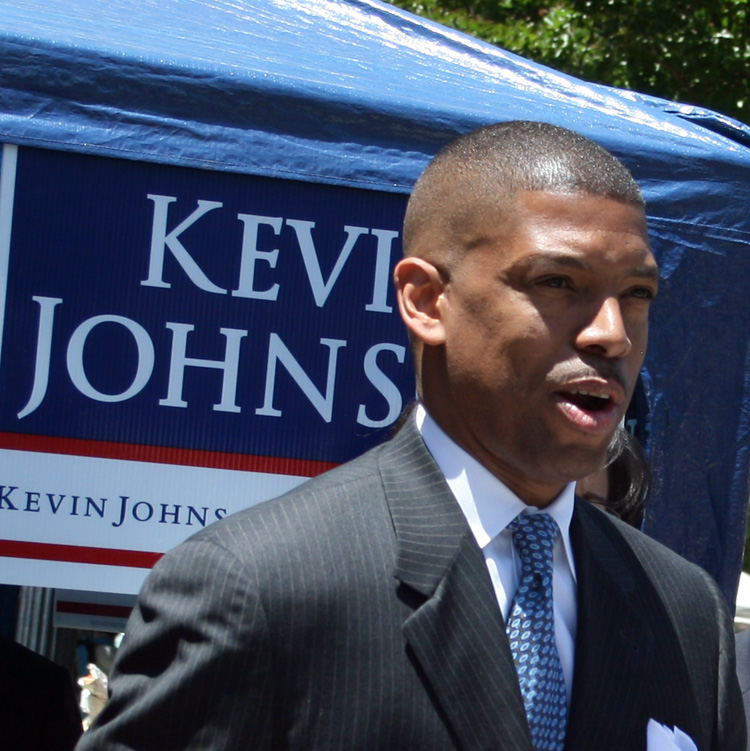
Kevin Johnson, podstawowy rozgrywający Suns

Rewelacyjna postawa Jordana w poprzednim meczu i perspektywa rychłego zwycięstwa w finale nieco uśpiła drużynę z Chicago, za to pobudziła Słońca. Już pierwsza kwarta pokazała, że tego dnia faworyt jest tylko jeden - zmobilizowani przez Barkleya Suns. Byki ożywiły się tylko na chwilę w drugiej kwarcie, doprowadzając nawet do prowadzenia, ale przeciwnicy szybko z powrotem przejęli inicjatywę. Właściwie tylko MJ i John Paxson zagrali na dobrym poziomie. Pozostała część drużyny Bulls spisała się fatalnie - np. Grant zdobył tylko 1 punkt w meczu. Michael Jordan zdobywając w czwartym kolejnym meczu ponad 40 punktów pobił kolejny rekord NBA. 

### Wynik
| Drużyna | 1 kw. | 2 kw. | 3 kw. | 4 kw. | Wynik |
| ------- | ----- | ----- | ----- | ----- | ----- |
| Phoenix | 33    | 21    | 26    | 28    | 108   |
| Chicago | 21    | 28    | 24    | 25    | 98    |

### Statystyki
| Drużyna | min.         | pkt.                   | zb.               | as.            | prz.                    | blk.                             |
| ------- | ------------ | ---------------------- | ----------------- | -------------- | ----------------------- | -------------------------------- |
| Phoenix | Majerle - 44 | Dumas, K. Johnson - 25 | Majerle - 12      | K. Johnson - 8 | Majerle, F. Johnson - 2 | Dumas, West, Majerle, Miller - 1 |
| Chicago | Jordan - 44  | Jordan - 41            | Grant, Jordan - 7 | Jordan - 7     | Paxson - 3              | Jordan - 2                       |

## Mecz 6.
20 czerwca 1993 r. w America West Arena w Phoenix.
Szósty mecz to przewaga Bulls od samego początku. Zawodnicy imponowali zwłaszcza skutecznością w rzutach za 3 pkt. (łącznie 11 trafionych - rekord finałów). 9-punktowa przewaga na starcie czwartej kwarty została niespodziewanie szybko roztrwoniona przez wyjątkową nieskuteczność - zawodnicy z Chicago przez połowę kwarty nie potrafili zdobyć choć jednego punktu, a w całej odsłonie zdobyli ich zaledwie 12 (z czego 9 Jordan). Potrafili jednak zdobyć te najważniejsze punkty - na niecałe 4 sekundy przed końcem trójkę dającą tytuł trafił John Paxson, a ostatni rzut Johnsona zablokował Grant.

### Wynik
| Drużyna | 1 kw. | 2 kw. | 3 kw. | 4 kw. | Wynik |
| ------- | ----- | ----- | ----- | ----- | ----- |
| Chicago | 37    | 19    | 31    | 12    | 99    |
| Phoenix | 28    | 23    | 28    | 19    | 98    |

### Statystyki
| Drużyna | min.                     | pkt.                  | zb.          | as.             | prz.       | blk.       |
| ------- | ------------------------ | --------------------- | ------------ | --------------- | ---------- | ---------- |
| Chicago | Jordan - 44              | Jordan - 33           | Pippen - 12  | Jordan - 7      | Pippen - 4 | Grant - 2  |
| Phoenix | K. Johnson, Majerle - 46 | Barkley, Majerle - 21 | Barkley - 17 | K. Johnson - 10 | Ainge - 2  | Miller - 3 |